# Goodall Ridge
Goodall Ridge är en bergstopp i Antarktis. Den ligger i Östantarktis. Australien gör anspråk på området. Toppen på Goodall Ridge är 1 188 meter över havet.
Terrängen runt Goodall Ridge är platt åt sydväst, men åt nordost är den kuperad.  Trakten är obefolkad. Det finns inga samhällen i närheten. 